# Compagnie des Transports Strasbourgeois
Compagnie des Transports Strasbourgeois (CTS) er trafikselskabet i Strasbourg.
Strasbourg havde sin første periode med sporvogne fra 1878 – 1960.
Strasbourg genindførte sporvejsdrift 26. november 1994 og har et net på 6 linjer, A, B, C, D, E og F. Det er normalsporet (1435 mm).